# К-2 (1939)
| К-2                                                                                         | К-2                                                                                                 | К-2                                                                                                 |
| ------------------------------------------------------------------------------------------- | --------------------------------------------------------------------------------------------------- | --------------------------------------------------------------------------------------------------- |
|                                                                                             | | |
|                                                                                             | | |
| Схема підводного човна типу «Крейсерська»                                                   | | |
| Під прапором                                                                                | Військово-морський флот СРСР                                                                        | Військово-морський флот СРСР                                                                        |
| Порт приписки                                                                               | Полярний                                                                                            | Полярний                                                                                            |
| Спуск на воду                                                                               | 28 квітня 1938 року                                                                                 | 28 квітня 1938 року                                                                                 |
| Введений до складу флоту                                                                    | 15 грудня 1939 року                                                                                 | 15 грудня 1939 року                                                                                 |
| На службі                                                                                   | 1940-1943                                                                                           | 1940-1943                                                                                           |
| Сучасний статус                                                                             | у вересні 1942 р. зник безвісти (ймовірно підірвався на міні поблизу Танафіорда)                    | у вересні 1942 р. зник безвісти (ймовірно підірвався на міні поблизу Танафіорда)                    |
| Бойовий досвід                                                                              | Друга світова війна Кампанія в Арктиці Арктичні конвої * Конвой QP 13 * Конвой PQ 17 * Конвой PQ 18 | Друга світова війна Кампанія в Арктиці Арктичні конвої * Конвой QP 13 * Конвой PQ 17 * Конвой PQ 18 |
| Проєкт                                                                                      | | |
| Тип ПЧ                                                                                      | крейсерський дизель-електричний торпедний підводний човен                                           | крейсерський дизель-електричний торпедний підводний човен                                           |
| Розробник проєкту                                                                           | завод № 194 (імені Марті), Ленінград                                                                | завод № 194 (імені Марті), Ленінград                                                                |
| Головний конструктор                                                                        | Рудницький М. О.                                                                                    | Рудницький М. О.                                                                                    |
| Основні характеристики                                                                      | | |
| Швидкість (надводна)                                                                        | 22,5 вузли (42 км/год)                                                                              | 22,5 вузли (42 км/год)                                                                              |
| Швидкість (підводна)                                                                        | 10 вузлів (18 км/год)                                                                               | 10 вузлів (18 км/год)                                                                               |
| Робоча глибина занурення                                                                    | 80 м                                                                                                | 80 м                                                                                                |
| Гранична глибина занурення                                                                  | 100 м                                                                                               | 100 м                                                                                               |
| Автономність плавання                                                                       | 50 діб                                                                                              | 50 діб                                                                                              |
| Екіпаж                                                                                      | 67 осіб (10 офіцерів і 57 матросів)                                                                 | 67 осіб (10 офіцерів і 57 матросів)                                                                 |
| Розміри                                                                                     | | |
| Довжина найбільша (по КВЛ)                                                                  | 97,7 м                                                                                              | 97,7 м                                                                                              |
| Ширина корпусу найб.                                                                        | 7,4 м                                                                                               | 7,4 м                                                                                               |
| Середня осадка (по КВЛ)                                                                     | 4,04 м                                                                                              | 4,04 м                                                                                              |
| Водотоннажність надводна                                                                    | 1 490 т                                                                                             | 1 490 т                                                                                             |
| Водотоннажність підводна                                                                    | 2 104 т                                                                                             | 2 104 т                                                                                             |
| Силова установка                                                                            | | |
| дизель-електрична; 2 × дизельних двигуни 9ДКР дизель-генератор 38К8 2 × електродвигуни ПГ11 | | |
| Гвинти                                                                                      | 2                                                                                                   | 2                                                                                                   |
| Потужність                                                                                  | 2 × 4200 к.с. (дизелі) 800 к.с. (дизель-генератор) 2 × 1200 к.с. (електродвигун)                    | 2 × 4200 к.с. (дизелі) 800 к.с. (дизель-генератор) 2 × 1200 к.с. (електродвигун)                    |
| Озброєння                                                                                   | | |
| Артилерія                                                                                   | 2 × 102-мм корабельні гармати Б-24БЛ                                                                | 2 × 102-мм корабельні гармати Б-24БЛ                                                                |
| Торпедно- мінне озброєння                                                                   | 6 носових та 4 кормові ТА калібру 533-мм (24 торпеди) 20 мін                                        | 6 носових та 4 кормові ТА калібру 533-мм (24 торпеди) 20 мін                                        |
| ППО                                                                                         | 2 × 45-мм напівавтоматичні гармати 21-К                                                             | 2 × 45-мм напівавтоматичні гармати 21-К                                                             |

К-2 — радянський великий дизель-електричний підводний човен серії XIV, типу «Крейсерська», що входив до складу Військово-морського флоту СРСР за часів Другої світової війни. Закладений 27 грудня 1937 року на верфі заводу № 194, у Ленінграді під будівельним номером 452. 28 квітня 1938 року спущений на воду. 15 грудня 1939 року корабель увійшов до строю, а 26 травня 1940 року включений до складу Балтійського флоту ВМФ СРСР. Першим командиром став капітан 3 рангу Уткін Василь Прокопович.

## Історія служби
Після введення до складу Червонопрапорного Балтійського флоту, влітку того ж року К-2 разом з однотипним К-1, есмінцем «Стремітельний» і декількома іншими кораблями, пройшов Біломорсько-Балтійським каналом до Баренцового моря, де 6 серпня увійшов до складу 1-го дивізіону бригади підводних човнів Північного флоту з базуванням у Полярному.
З серпня 1941 до вересня 1942 року підводний човен здійснив вісім бойових походів під час яких не потопив та не пошкодив жодного судна чи корабля противника.
У ніч на 26 серпня 1942 року К-2 вийшов у свій останній бойовий похід, вирушивши до району Танафіорда. У ніч на 7 вересня згідно з планом прикриття конвою PQ 18 підводний човен мав змінити позицію, але умовного сигналу про перехід субмарини в інший район не було отримано. Ймовірно, К-2 загинув на одній з мін загороджень у районі Тана-фіорда на початку вересня 1942 року або на мінному полі північніше півострова Рибальський. Загинуло 68 осіб екіпажу.